# Octapolis
Octapolis is een computerspel dat werd ontwikkeld en uitgegeven door The English Software Company. Het spel werd in 1987 uitgebracht voor de Commodore 64. Het spel speelt zich af in het jaar 3897. Het doel van het spel is acht steden te veroveren en het defensiesysteem van de planeet uit te schakelen.

## Ontvangst
| Beoordeeld door                       | Datum        | Score |
| ------------------------------------- | ------------ | ----- |
| Computer and Video Games (CVG)        | januari 1988 | 90%   |
| ACE (Advanced Computer Entertainment) | maart 1988   | 74%   |
| Happy Computer                        | maart 1988   | 67%   |
| Power Play                            | maart 1988   | 60%   |